# Grotte de Tam Pa Ling
La grotte de Tam Pa Ling (littéralement « grotte des singes ») est une grotte située dans la cordillère annamitique au nord-est du Laos.
Deux fossiles humains ont été découverts dans la grotte : TPL 1, un crâne de morphologie moderne, et TPL 2, une mandibule portant des traits archaïques et modernes, tous deux attribués à Homo sapiens. Ces fossiles appartenant à deux individus sont datés entre 46 000 et 63 000 ans. Ces découvertes ont permis d'établir qu'Homo sapiens est arrivé en Asie du Sud-Est il y a au moins 63 000 ans,.

## Localisation et géologie
La grotte de Tam Pa Ling est située au sommet du mont Pa Hang, à 1 170 m au-dessus du niveau de la mer.
La grotte a une entrée unique située au sud qui descend sur 65 m jusqu'à la galerie principale. Elle fait partie d'un réseau de grottes de karst formées par la dissolution de lits de calcaire qui se sont déposés entre le Pennsylvanien et le Permien. La galerie principale mesure 30 m du nord au sud et 40 m d'est en ouest.

## Fossiles
Des fouilles à l'extrémité est de la galerie principale de la grotte ont été entreprises en 2009 par une équipe de chercheurs américains, français et laotiens, dirigée par Fabrice Déméter et Laura Shackelford,.
Le premier fossile trouvé, un crâne humain partiel, répertorié sous le nom de code TPL 1, a été découvert à 2,35 m de profondeur en décembre 2009. Une mandibule humaine, TPL 2, a été trouvée l'année suivante à une profondeur de 2,65 m. La datation par le carbone 14 et la datation par thermoluminescence des sédiments a établi leurs âges minimum à, respectivement, 51 000 et 46 000 ans. Une datation par l'uranium-thorium des fossiles a estimé leur âge maximum à 63 000 ans.

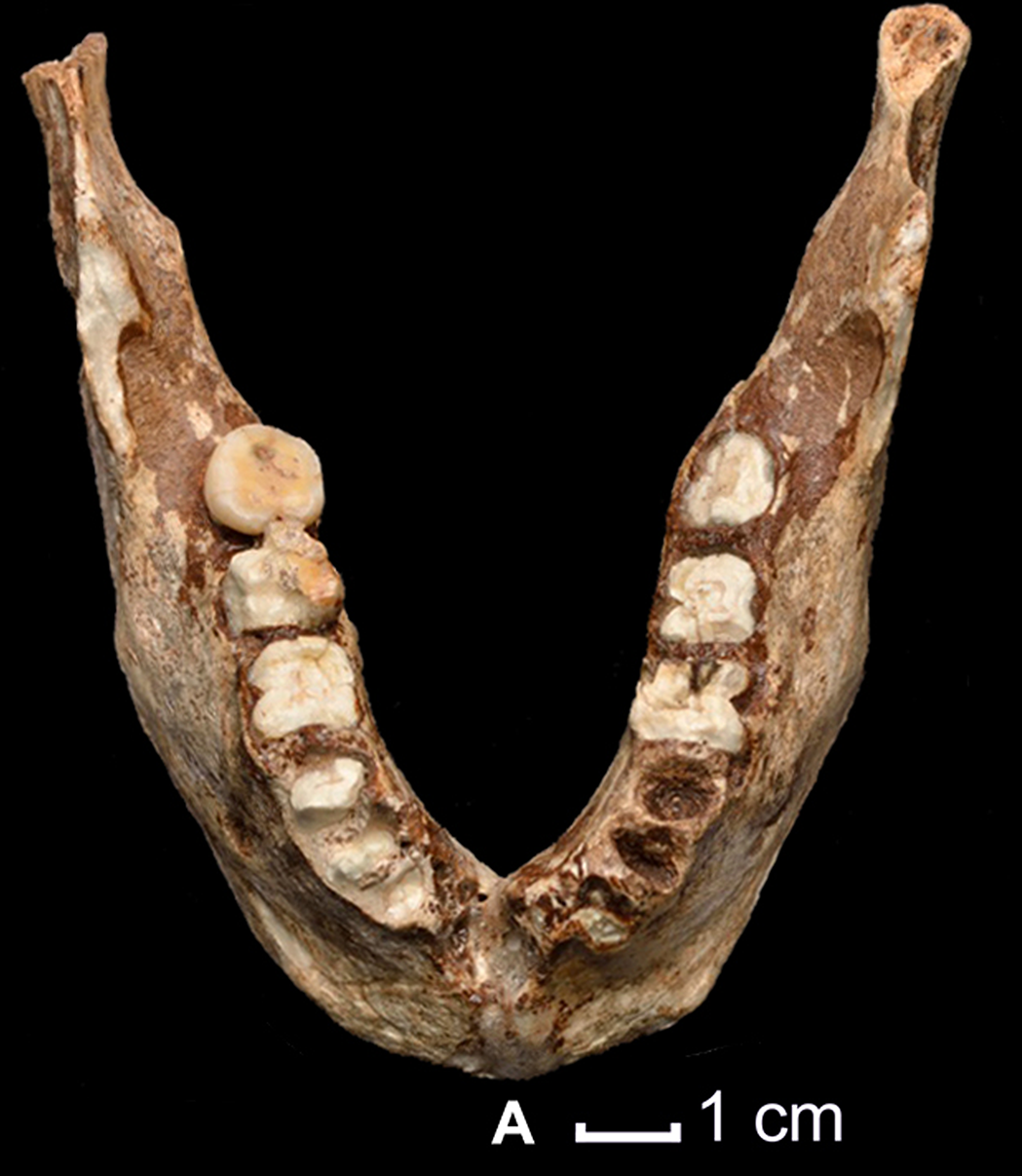
Mandibule TPL 2

TPL 1 inclut le front, une partie de l'os occipital, l'os pariétal droit et l'os temporal, ainsi que les maxillaires et une dentition presque complète. Il appartenait à un homme moderne avec des traits d'Afrique subsaharienne distincts. Il s'agit de l'une des preuves les plus anciennes de la présence d'Homo sapiens en Asie du Sud-Est.
La mandibule TPL 2 (d'un sujet adulte) a été trouvée plus bas dans la même unité stratigraphique que TPL 1 et présente des traits archaïques comme un corpus mandibulaire robuste et une petite taille générale, mais aussi des traits humains modernes comme la présence d'un menton développé,.